# 끝단속도비
끝단속도비(Tip-speed ratio, TSR)는 터빈의 무차원 운용속도를 의미하는데, 유체가 흐르는 속도에 대한 로터 블레이드 끝단의 회전에 의한 선속도 비로 나타낸다.
{\displaystyle \lambda ={\frac {\mbox{tip speed of rotor blade}}{\mbox{flow speed}}}}

## 같이 보기
- 터빈